# Whitby (Austràlia)
Whitby és un suburbi de Perth, Austràlia Occidental, situat a prop de l'autopista del sud-oest al Shire de Serpentine-Jarrahdale. Duu el nom de les properes cascades Whitby (Whitby Falls), amb el nom aprovat per a la localitat el novembre de 1988.  Whitby Falls s'havia anomenat anteriorment en Noongar com a Mundajill, però el colon Henry Mead en canvià el nom el 1848, quan va comprar propietats a la zona per cultivar-les com la finca de Whitby Falls. Més tard el govern d'Austràlia Occidental comprà els terrenys el 1897 i hi feu l'Hospital Whitby Falls per a malalts mentals. L'hospital va tancar l'any 2006 essent la instal·lació per a l'atenció i el tractament de malalties mentals amb major durada de tot Austràlia Occidental.